# Tetramorium dichroum
Tetramorium dichroum är en myrart som beskrevs av Santschi 1932. Tetramorium dichroum ingår i släktet Tetramorium och familjen myror. Inga underarter finns listade i Catalogue of Life.